# Bracteophyton
Bracteophyton Wang & Hao, 2004 es un género de Tracheophyta de posición taxonómica desconocida. Los restos fósiles de este vegetal fueron hallados en un yacimiento correspondiente a la Formación Xujianchong, del periodo Pragiense superior al Emsiense inferior del Devónico inferior, entre las localidades de Xujiachong y Xichon, Provincia de Yunnan, China.
La única especie conocida hasta el momento, Bracteophyton variatum Wang & Hao, 2004 fue un vegetal de porte probablemente herbáceo caracterizado por la presencia de ejes erectos con ramificaciones isótomas y anisótomas en diferentes planos y de hasta tercer orden. En el extremo de algunas de estas ramificaciones aparecen las estructuras reproductivas de la planta, unos estróbilos compactos formados por un número variable de unidades fértiles insertadas helicoidalmente en un eje. Cada una de las unidades fértiles constaba de una o dos brácteas portadoras de un esporangio ovoide.

## Descripción
Los restos fósiles de Bracteophyton variatum constan de varias decenas de ejemplares bien conservados en limonita que muestran únicamente la morfología de sus ramificaciones reproductivas, desconociéndose su porte general, sistema radicular y cilindro vascular. La especie presenta una serie de ejes fértiles desnudos dicotomizados hasta tres veces. En la mayor parte de los ejemplares conocidos la ramificación se produce de forma isótoma aunque varias muestras presentan ramificaciones anisótomas. Esta ramificación se produce siempre de forma tridimensional en ángulos de entre 35° y 75° y en intervalos de entre 0,5 y 3 cm de forma que cada eje decrece en grosor acropétalamente. Así, las dimensiones de los ejes fértiles primarios es de más de 14,5 cm de longitud y entre 1,3 y 4,7 mm de diámetro mientras que los más distales tienen entre 1 y 4,1 cm de longitud y entre 1,8 y 2,7 mm de diámetro.
En el extremo de algunos de los ejes fértiles se sitúa un estróbilo terminal corto y compacto de entre 0,8 y 1,8 cm de longitud y 0,6 y 1 cm de grosor. Este estróbilo está compuesto por entre 14 a 26 unidades fértiles en patrón de inserción helicoidal, generalmente con de cuatro a seis unidades por vuelta, en ángulos variables entre 30° y 70°. Cada una de las unidades fértiles se inserta en el eje estrobilar lateral y quizás distalmente y está compuesta por una o dos brácteas laminares elongadas de 3,2 a 4,8 mm de longitud y 0,6 a 1,3 mm de anchura en su punto medio que mantienen medidas uniformes dentro de un mismo estróbilo. Estas brácteas poseen el margen liso, no presentan nerviaciones y se estrechan apicalmente. La superficie de las brácteas es completamente recta y, al menos en las unidades basales del estróbilo, portan un esporangio ovado en posición adaxial insertado por su base. Los esporangios son ligeramente más estrechos y cortos que las brácteas que los sustentan, de 2,5 a 3 mm de longitud y de 0,5 a 1,1 mm de grosor y sólo en casos excepcionales son mayores. Se ha podido observar en ejemplares excepcionalmente conservados que los esporangios poseen dehiscencia distal a partir del margen convexo aunque no ha sido posible individualizar esporas.

## Distribución y hábitat
Los restos fósiles de esta especie son conocidos a partir de las excavaciones realizadas en la Formación Xujiachong, cerca de las localidades de Xujiachong y Xichong en la provincia de Yunnan, China. Esta formación ha sido datada en los periodos Pragiense superior y Emsiense inferior, del Devónico inferior. Los estudios geológicos realizados en la cuarta unidad litológica de la Formación Xujiachong, en la que han aparecido los restos de Bractophyton, indican que el ecosistema que originó los depósitos sedimentarios se corresponden con zonas de alta energía, donde se producía una fuerte sedimentación. Se encuentran en estas rocas gran cantidad de restos vegetales, como Zosterophyllum yunnanicum, Drepanophycus, Guangnania cuneata, y Hedeia sinica y animales, especialmente peces. Muchos de los restos vegetales se presentan posición vital conservándose su sistema radicular en el sustrato con los ejes truncados. No es el caso de los fósiles de Bracteophyton que aparecen completamente paralelos al estrato con los estróbilos orientados en la misma dirección. Esto induce a pensar que los restos sufrieron una preservación alóctona, con un transporte, selección y sedimentación muy activas.

## Taxonomía
El género toma su nombre del término latino bractea, «bráctea» y del término griego φύτον, «planta». El epíteto específico variatum, por su parte, procede del término latino vario que significa «variable» por el diferente número de brácteas por estróbilo que presenta.
La posesión de un eje liso, sin espinas ni enanciones y de un estróbilo terminal con unidades fértiles formadas por brácteas son características comunes dentro de los vegetales devónicos. Solo en la Formación Xujiachong, de donde procede Bracteophyton, se han identificado otras dos especies que presentan estos caracteres, Stachyophyton y Adoketophyton, aunque en estos casos los patrones de ramificación son diferentes. Quizás el vegetal más similar en cuanto a la morfología general sean los representantes del clado Barinophytaceae. Así los géneros Protobarinophyton, Barinophyton, Krithodeophyton o Enigmophyton presentan varios caracteres coincidentes con Bracteophyton pero ninguno de ellos una asociación tan clara entre las brácteas y los esporangios. La estructura de las unidades fértiles realmente es más parecida a la que se conoce en especies del clado Protolepidodendraceae, especialmente en los géneros Colpodexylon, Leclercqia y Haskinsia pero estos no forman estróbilos y poseen micrófilos en sus tallos vegetativos que no se conocen en Bracteophyton. A falta de estudios cladísticos y de conocer más detalles sobre la anatomía del género, especialmente la estructura de la estela de los tallos, el género permanece en una posición taxonómica incierta, aunque muy cercana a Barinophytaceae.